# Takeda Shingen
Takeda Shingen (武田信玄?   1 de diciembre de 1521 - 13 de mayo de 1573) fue daimyō de Shinano y Kai y uno de los que lucharon por el control de Japón durante el período Sengoku.

## Nombre
Takeda Shingen nació con el nombre de Takeda Tarō (Katsuchiyo), y más adelante se le dio el nombre de Takeda Harunobu. 
El cambio fue autorizado por Ashikaga Yoshiharu el 12.º shōgun Ashikaga. [cita requerida]
En 1559 volvió a cambiar de nombre, esta vez por propia voluntad, pasando a llamarse Takeda Shingen (Shin es la lectura onyomi del kanji 信 que significa «creer»; 玄 gen significa «negro», el color que en el budismo representa la inteligencia y la verdad).
Shingen era conocido también como «el tigre de Kai» o «tigre de Suruga» por sus dotes militares en el campo de batalla. Su mayor rival fue Uesugi Kenshin, daimyo de Echigo, que era conocido como "el dragón de Echigo". En la mitología china el dragón y el tigre son rivales y se combaten sin que ninguno de ellos consiga la victoria definitiva.

## Vida

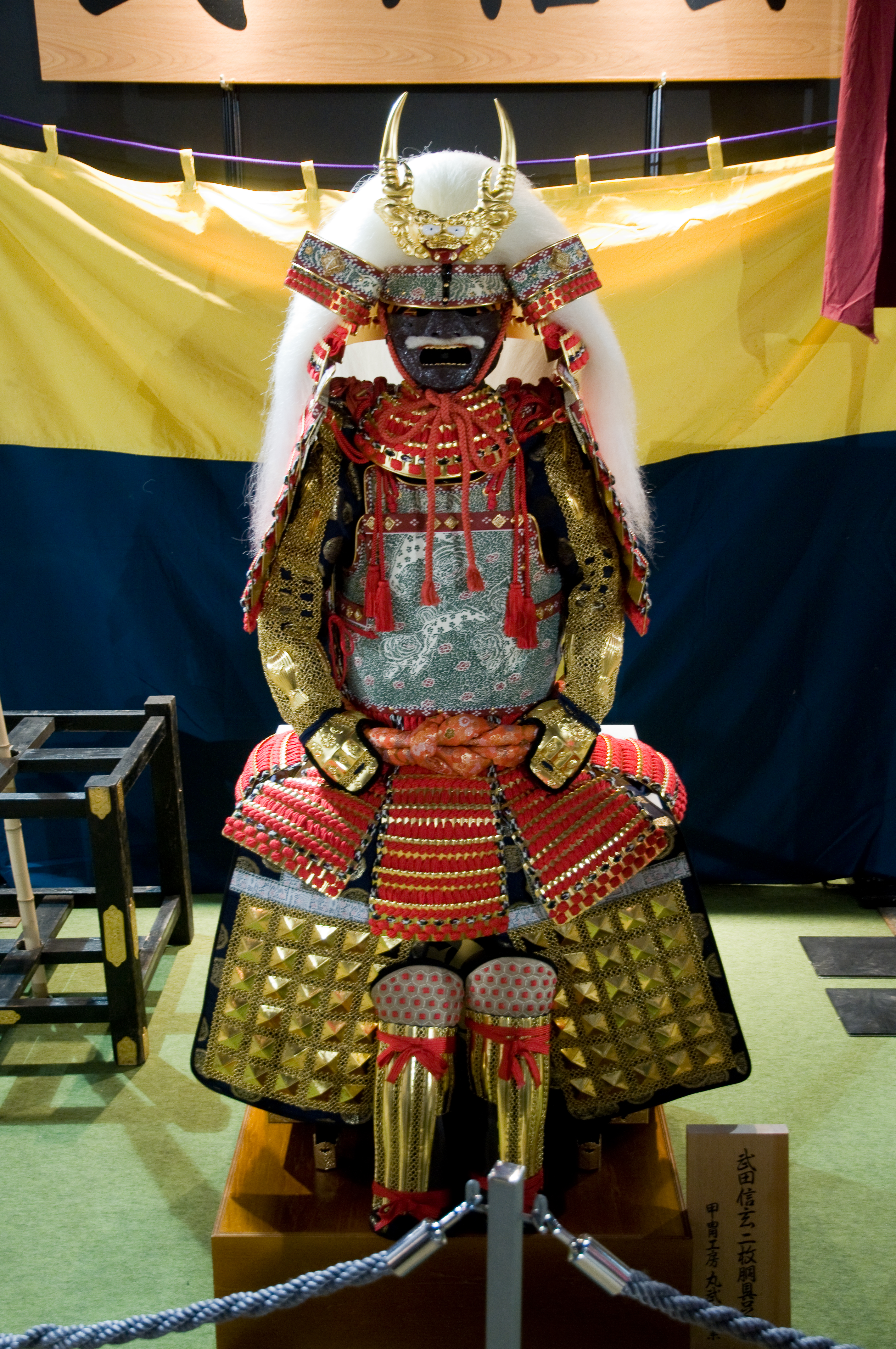
Armadura de Takeda Shingen

Takeda Shingen era el primogénito de Takeda Nobutora, jefe del clan Takeda, y daimio de la provincia de Kai. En su juventud fue un consumado poeta. Desde muy joven ayudó a su padre con los asuntos de sus parientes y vasallos, teniendo su bautismo de fuego a los 15 años conquistando personalmente la fortaleza de Umi no kuchi y demostrando así su excepcional valía.
Su padre, a pesar de su talento, le despreciaba abiertamente y, en consecuencia, el 7 de julio de 1541 y tras la ceremonia de mayoría de edad, Shingen se rebeló contra él y tomó el control del clan. Los hechos respecto al cambio de liderazgo no están claros, pero se cree que su padre había planeado nombrar como sucesor a su segundo hijo, Takeda Nobushige, en lugar de a Harunobu. Harunobu, con el apoyo explícito o implícito de muchos de los miembros del clan, desterró a su padre. Nobutora vivió en un triste retiro en Suruga (en la frontera sur de Kai) el resto de su vida, custodiado por el clan Imagawa, por entonces dirigido por Imagawa Yoshimoto, daimyo de Suruga. Por su colaboración en el incruento golpe de Estado se formó una alianza entre los Imagawa y los Takeda.

### Expansión inicial
Lo primero que hizo Harunobu fue asegurarse sus propios dominios ante la amenaza que suponían sus vecinos, deseosos de aprovechar la oportunidad que les había dado la confusión consecuencia del golpe de Estado. La mayor parte de los daimyo de los feudos circundantes se aliaron contra el clan Takeda, esperando neutralizar al joven y ambicioso Harunobu antes de que tuviera la oportunidad de controlar sus territorios, e invadieron Kai a los cinco días de que Harunobu tomara el poder. Mientras planeaban atacarle en Fuchu (donde se decía que estaba reuniendo sus tropas con vistas a la batalla) fueron cogidos desprevenidos cuando las fuerzas de los Takeda cayeron de improviso sobre ellos y, aprovechando su desconcierto, les derrotaron rápidamente en la batalla de Sezawa, lo que le aseguró su posición en Kai y le abrió el camino para las incursiones que realizaría en Shinano el mismo año.
El primer objetivo externo de Harunobu fue la provincia de Shinano. El joven señor de la guerra logró notables avances en la región, conquistó el cuartel general de los Suwa tras el asedio de Kuwabara para, a continuación, dirigirse al centro de Shinano y vencer a Tozawa Yorichika y Takato Yoritsugu. Sin embargo sufrió un revés en Uehara contra Murakami Yoshikiyo, perdiendo dos de sus generales en una fiera batalla en la que destacó Murakami. Shingen lograría vengar esta derrota y vencería al clan Murakami. Murakami se vio obligado a huir de la región y a pedir ayuda al clan Uesugi.
Tras la conquista de Shinano, Shingen,(que ya había adoptado ese nombre en 1551) se enfrentó a un nuevo y poderoso rival Uesugi Kenshin daimio de Echigo. El enfrentamiento entre ambos adquirió tintes legendarios. Se enfrentaron en cinco ocasiones en lo que sería conocido como las  batallas de Kawanakajima. Dichas batallas no eran sino escaramuzas controladas en las que ninguno de los enemigos se comprometía plenamente en la lucha. La excepción fue la Cuarta Batalla de Kawanakajima, una de las batallas más sangrientas de la historia de Japón, en la que ambos líderes se enfrentaron cuerpo a cuerpo y en la que Shingen perdió a dos de sus mejores generales: a su hermano menor Takeda Nobushige y a Yamamoto Kansuke.

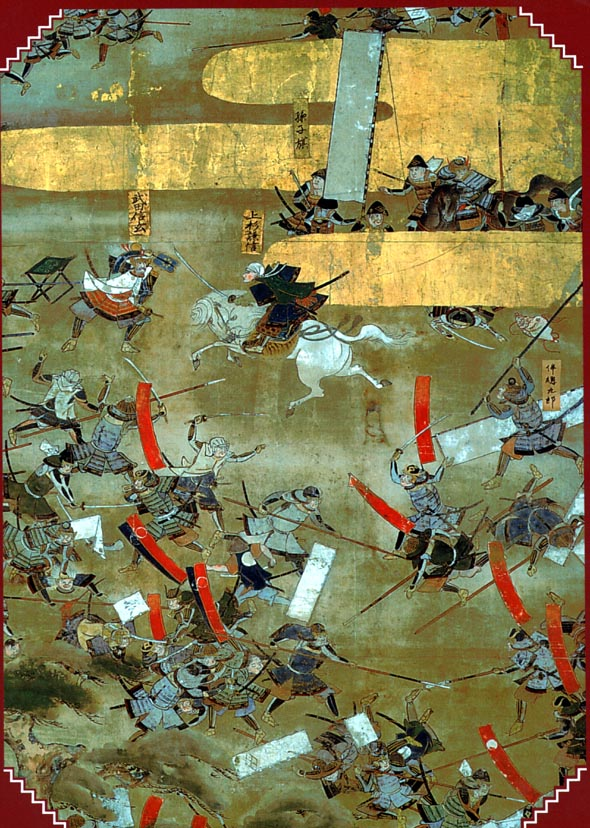
Batalla de Kawanakajima en 1561.

### Pausa en las conquistas
Hacia esta época, el clan Takeda sufrió dos importantes contratiempos dentro del propio grupo. Shingen descubrió dos conspiraciones para acabar con su vida, el primero organizado por su primo Katanuma Nobumoto, al que le ordenó cometer seppuku, y el segundo por su propio hijo y heredero Takeda Yoshinobu. Yoshinobu fue confinado en el Tokoji, donde murió -no se sabe si de muerte natural o por orden de su propio padre- dos años más tarde, dejando al clan sin sucesor. La cuestión sucesoria se resolvió tiempo después, puesto que Takeda tuvo más hijos, y fue el cuarto de ellos, Takeda Nobumori, quien tomaría el control del clan tras su muerte.
En 1564, tras conquistar totalmente la provincia de Shinano y tomar varios castillos del clan Uesugi, Shingen decidió realizar una pausa y dedicarse a los asuntos internos de sus territorios y limitar el esfuerzo bélico a unas cuantas incursiones menores. De este periodo data el proyecto de construir una presa en el río Fuji, que fue una de las grandes actividades domésticas del momento. Es también cuando se perfeccionan algunas de las tácticas de guerra de caballería más eficaces de la época, conocidas como bajutsu, desarrollándose en lo que es considera la mejor caballería de la historia de Japón anterior al uso táctico de las armas de fuego (que tendría lugar una generación después).

### Ulterior expansión
Tras la muerte de Imagawa Yoshimoto (un antiguo aliado del clan Takeda) a manos de Oda Nobunaga, Shingen  atacó al débil clan Imagawa, bajo el incompetente liderazgo del hijo de Yoshimoto, Imagawa Ujizane. Se cree que se acordó un pacto entre Takeda y Tokugawa Ieyasu para repartirse los territorios que le quedaban al clan Imagawa y ambos lucharon contra Ujizane. Sin embargo, pronto se rompió el acuerdo y cuando los Imagawa dejaron de ser un problema, Shingen atacó a Ieyasu comenzando la guerra entre los Tokugawa y los Takeda.

### Última batalla y muerte
Cuando Takeda Shingen tenía 49 años, era el único daimyo con el poder y la habilidad necesarios para detener la carrera de Oda Nobunaga hacia la consecución del control absoluto de Japón. En 1572 se enfrentó a las tropas de Tokugawa Ieyasu y capturó Futamata, venciéndolo de nuevo en enero del año siguiente en la batalla de Mikatagahara, donde Shingen derrotó a una pequeña fuerza combinada de Ieyasu y Nobunaga, aunque no de forma decisiva. Después de derrotar a Tokugawa Ieyasu, Shingen tuvo que detener su avance por un breve tiempo debido a influencias externas que permitieron a Tokugawa prepararse de nuevo para la guerra. Shingen invadió la provincia de Mikawa pero murió en su campamento poco más tarde a consecuencia de una enfermedad. Fue enterrado en Erin-ji, la actual ciudad de Kōshū, en la provincia de Yamanashi. Fueron muchos los que le rindieron tributo, incluso sus enemigos. Se dice que Kenshin lloró por la pérdida de tan formidable adversario.

## El legado de Takeda Shingen
Tras la muerte de Shingen, su hijo Takeda Katsuyori le sucedió como jefe del clan. Katsuyori era un hombre ambicioso que deseaba continuar los pasos de su padre, y pronto procedió a intentar hacerse con los fuertes de Tokugawa. Sin embargo, a pesar de algunos éxitos iniciales como la toma del castillo de Takatenjin, las tropas coaligadas de Oda Nobunaga y Tokugawa Ieyasu le infligieron una terrible derrota en la batalla de Nagashino, donde los arcabuceros de Nobunaga aniquilaron la caballería de Takeda. Tokugawa aprovechó la oportunidad y derrotó de nuevo al debilitado clan en 1582 en la batalla de Tenmokuzan, tras la cual Katsuyori se suicidó y el clan Takeda no se recuperó jamás.
El clan Takeda fue casi completamente destruido tras la muerte del heredero de Shingen, Katsuyori. Sin embargo, Shingen tuvo una gran influencia en el Japón de su época. Muchos señores feudales imitaron su organización legislativa y su sistema recaudatorio y administrativo. Quizás el tributo más duradero a la capacidad de Shingen fuera el propio Ieyasu, quien imitó y adoptó muchas de las innovaciones militares y administrativas del fallecido líder de los Takeda después de que se hiciera con la provincia de Kai tras la ascensión de Toyotomi Hideyoshi al poder. Muchos de estos planes fueron puestos en práctica durante el Sogunato Tokugawa.
Probablemente no fue más cruel que otros señores de la guerra contemporáneos, pero sí agresivo contra quienes le combatían. En su bandera de guerra se podía leer 風林火山 (fū-rin-ka-zan, una frase-acrónimo sacada del libro el arte de la guerra de Sun Tzu que significa aire, bosque, fuego, montaña e ilustra la idea que tenía de la estrategia: moverse veloz como el viento, permanecer silencioso como el bosque, atacar feroz como el fuego, ser una defensa inamovible como la montaña.
El director Akira Kurosawa dramatizó para el cine parte de su vida y hazañas en el film "Kagemusha",estrenado en 1980, con algunas alteraciones y licencias.

## Los 24 Generales

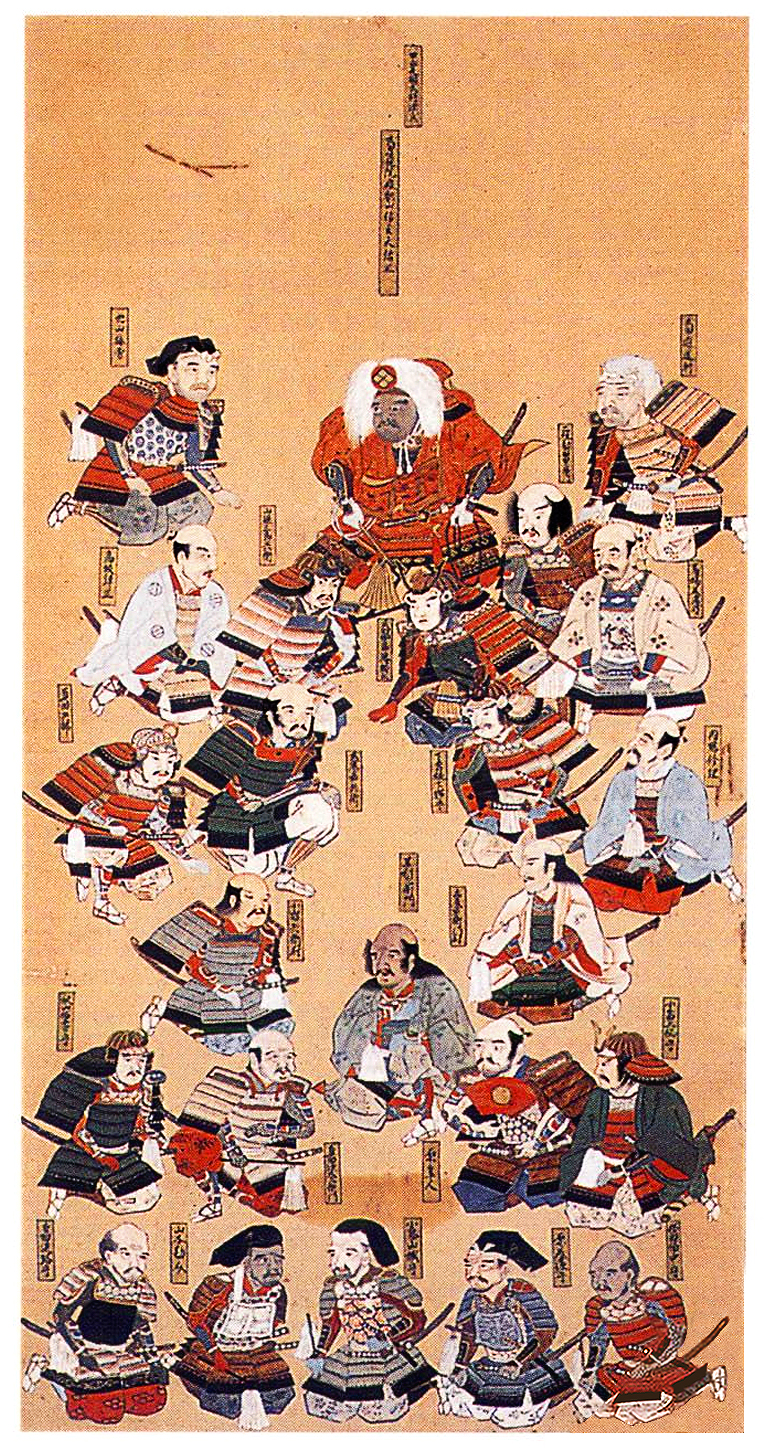
Representación de los «24 generales de Takeda Shingen».

Durante el período Edo, 24 vasallos que sirvieron a sus órdenes se convirtieron en personajes muy populares  para ukiyo-e y bunraku. No todos ellos se conocieron o trabajaron juntos, ya que algunos habían muerto antes de que otros entraran en el clan, pero todos destacaron por los servicios excepcionales al clan Takeda, y a Shingen en particular.
De entre la élite de sus hombres elegía a sus líderes que debían "primero, ser personas de juicio; segundo, (ejecutar los) castigos en la provincia; tercero, conseguir grandes victorias en la batalla". El término "24 generales" fue inventado a posteriori, y su selección está relacionada con la popularidad que tuvieron durante el periodo Edo. De hecho hay notables individuos que no están incluidos entre ellos. Es más, Stephen Turnbull afirma, basándose en la observación de los retratos de los tres rollos pintados de los 24 generales que fueron, en realidad, 33. En cualquier caso, es 24 el número de personas que la tradición dicta y es ese el número de figurantes que los representan en los festivales anuales de Kōfu.
De entre sus vasallos sobresale Kōsaka Masanobu, uno de los amantes más famosos de Shingen al estilo de la tradición shudō japonesa. Empezaron su relación cuando Shingen tenía 22 años y Masanobu 16. El pacto de amor que ambos firmaron se conserva en el Archivo Histórico de la Universidad de Tokio. En él Shingen promete que no tiene, ni tiene intenciones de tener, relaciones sexuales con ningún otro vasallo y promete que, "como quiero tener relaciones contigo", no le dañará en modo alguno y pone como testigos a los dioses.
Los 24 Generales de Takeda Shingen (la lista de nombres varía según los autores) fueron, según la versión más aceptada:
- Akiyama Nobutomo
- Amari Torayasu
- Anayama Nobukimi
- Baba Nobuharu
- Hara Masatane
- Hara Toratane
- Ichijō Nobutatsu
- Itagaki Nobukata
- Kōsaka Masanobu
- Naitō Masatoyo
- Obata Masamori
- Obata Toramori
- Obu Toramasa
- Ohama Kagetaka
- Oyamada Nobushige
- Saigusa Moritomo
- Sanada Nobutsuna
- Sanada Yukimura
- Tada Mitsuyori
- Tsuchiya Masatsugu
- Takeda Nobukado
- Takeda Nobushige
- Yamagata Masakage
- Yamamoto Kansuke

### Otros generales
- Sanada Masayuki
- Yokota Takatoshi
- Kiso Yoshimasa